# Dejan Medaković
Dejan Medaković (în sârbă Дејан Медаковић; n. 7 iulie 1922, Zagreb, Regatul Iugoslaviei – d. 1 iulie 2008, Belgrad, Serbia) a fost un istoric sârb, scriitor și academician al istoriei artei. Medaković a fost președinte al Academiei Sârbe de Științe și Arte din 1998 până în 2003, a fost decan al Facultății de Filozofie a Universității din Belgrad în perioada 1971 – 1973 și a fost membru al institutului Matica srpska, precum și al altor asociații academice. 

## Viață
Dejan Medaković s-a născut la 7 iulie 1922 la Zagreb (atunci în Regatul Sârbilor, Croaților și Slovenilor (acum în Croația) într-o veche și distinsă familie de etnici sârbi. Tatăl său, Đorđe Medaković, a fost economist; iar mama sa, Anastazija, a fost gospodină.  
Bunicul său din partea tatălui, Bogdan Medaković, a fost lider politic al sârbilor din Croația în timpul stăpânirii austro-ungare, președinte al Partidului Independent Sârb și președinte al Coaliției Croato -Sârbe și Președinte al Saborului Croației din 1908 până în 1918. Străbunicul lui Dejan Medaković, Danilo, a trăit în Regatul Serbiei și a avut diverse funcții în administrațiile prinților Miloš și Mihailo Obrenović. Din partea mamei sale, el a fost un descendent al nobilimii militare austriece. 
Medaković și-a încheiat studiile gimnaziale inferioare pe insula Badija, lângă Korčula, pe coasta sudică a Adriaticii, înainte de a se muta la Sremski Karlovci (Carloviț), unde și-a încheiat studiile gimnaziale superioare. În timpul celui de- al doilea război mondial a trăit la Belgrad ca refugiat. Din 1942 până în 1946 a lucrat ca voluntar-asistent la Muzeul Prințului Pavle din Belgrad (astăzi Muzeul Național al Serbiei). A absolvit în 1949 și ulterior și-a obținut doctoratul în 1954 la Facultatea de Filosofie din Belgrad, la catedra de Istorie a Artei. 
A fost profesor al facultății de la Universitatea din Belgrad din 1954, unde va rămâne până la pensionare în 1982. Între 1971 și 1973 a fost și decanul Facultății de Filozofie. El a fost ales membru corespondent al Academiei Sârbe de Științe și Arte (SANU) în 1972 și a devenit un membru cu drepturi depline în 1981. El a fost, de asemenea, membru al Academiei Europene de Științe și Arte, cu sediul la Salzburg, membru în Societatea austriacă pentru studiile secolului al XVIII-lea (ÖGE 18), membru în Societatea Leibniz din Berlin, membru al Consiliului Matica srpska din Novi Sad și președintele al Adunării Fundației Vuk Karadžić. 
A ocupat diverse funcții la SANU: a fost secretar al Departamentului pentru Științe Istorice (1981–85), secretar general al Academiei (1985–94), iar în 1999 Medaković a fost ales președinte al SANU, funcție pe care a deținut-o până în 2003. La Matica Srpska a fost responsabil de Departamentul de Istorie a Artei. A editat „Revista de Arte Fine” a [institutului] Matica srpska (în sârbă Зборник Матице српске за ликовне уметности; Zbornik za likovne umetnosti Matice srpske).  
A fost interesat de o gamă largă de subiecte din istoria artei și critica artei, de la arta medievală sârbă la pictura modernă, dar principalele sale domenii de expertiză au fost pictura barocă sârbă și circumstanțele culturale generale din secolul al XVIII-lea, precum și arta sârbă a secolul al XIX-lea. 
Medaković a fost, de asemenea, scriitor și poet. A publicat numeroase studii, eseuri, monografii, recenzii și articole pe diverse teme, de la noile evoluții în arte până la problemele sociale și politice actuale.  
Studiile sale au fost culese și publicate în mai multe volume: Pictori sârbi ai secolului al XVIII-lea (1968), Căile barocului sârb, Mărturii (1984), Exploratorii antichității sârbe (1985) și Barocul și sârbii (1988). El a fost, de asemenea, un contribuabil major al seriei de șase volume Istoria poporului sârb (1981-1993), precum și la alte publicații importante, precum Arta sârbă din secolul al XVIII-lea (1980) și Arta sârbă din secolul al XIX-lea (1981). 
În plus, el a scris mai multe monografii importante de artă și studii referitoare la moștenirea culturală a Bisericii Ortodoxe Sârbe, scriind despre mănăstirile Hilandar și Savina. Alte lucrări importante ale lui Medaković includ Cronici ale sârbilor de la Trieste (1987), Sârbi în Viena, Sârbi în Zagreb, Imagini ale Belgradului în gravuri vechi, Teme sârbe alese și Litere. Medaković a scris, de asemenea, cinci cărți de poezie și un ciclu de proză autobiografic intitulat Efemeride. 
Medaković a fost primit mai multe distincții și premii: premiul Herder; Premiul Octombrie al orașului Belgrad; premiul anual Prosveta; Ordinul de merit al Republicii Federale Germania (Bundesverdienstkreuz); Crucea de Onoare a Austriei pentru Știință și Arte; Medalia de Aur de merit a Republicii Ungaria, Medalia Vuk Karadžić - Primul Ordin și multe altele. 
A murit de cancer la 1 iulie 2008, la Institutul Oncologic al Spitalului din Belgrad. 

## Lucrări
Împreună cu alți membri ai Academiei Sârbe de Științe și Arte, Srejović a redactat (ca Președintele Comisiei) cartea 100 cei mai renumiți sârbi (în sârbă 100 најзнаменитијих Срба).

### Lucrări de cercetare
- Beograd u starim gravirama (în sârbă). 1950.
- Grafika srpskih štampanih knjiga XV—XVII veka (în sârbă). 1958.
- Stari srpski drvorez (în sârbă). 1964.
- Srpski slikari XVIII—XX veka (în sârbă). 1968.
- Putevi srpskog baroka (în sârbă). 1971.
- Tragom srpskog baroka (în sârbă). 1976.
- Oči u oči (în sârbă). 1978.
- Manastir Savina (în sârbă). 1998.
- Hilandar (în sârbă). 1978.
- Srpska umetnost u XVIII veku (în sârbă). 1980.
- Srpska umetnost u XIX veku (în sârbă). 1998.
- Sentandreja (în sârbă). 1982.
- Istraživaci srpskih starina (în sârbă). 1984.
- Letopis Srba u Trstu (în sârbă). 1987.
- Barok kod Srba (în sârbă). 1988.
- Sumrak Lovčena (în sârbă). 1989.
- Zapadnoevropski barok i vizantijski svet (în sârbă). 1989.
- Kosovski boj u likovnim umetnostima (în sârbă). 1989.
- Serbischer Barock: Sakrale Kunst im Donauraum (Serbian Baroque) (în German). Vienna: Bohlau. 1991. ISBN 978-3-205-05401-6.
- Pavle Ivić, ed. (1995) [1981]. „Serbian Art in the Eighteenth Century”. The History of Serbian Culture. Tradus de Randall A. Major (ed. English translation). Edgware, Middlesex: Porthill Publishers. ISBN 1-870732-31-6.
- Pavle Ivić, ed. (1995) [1981]. „Serbian Art in the Nineteenth Century”. The History of Serbian Culture. Tradus de Randall A. Major (ed. English translation). Edgware, Middlesex: Porthill Publishers. ISBN 1-870732-31-6.
- Serbs in Vienna (în sârbă). 1998.
- Dunav, reka jedinstva Evrope (în sârbă). Prometej. 1998.
- Izabrane srpske teme I-V (în sârbă). 1998.
- Sveta gora fruškogorska (în sârbă). 1998.
- Otkrivanje Hilandara (în sârbă). 2001.
- Joseph II und die Serben (în sârbă) (ed. traducere în germană). Prometej. 2001.
- Serben in Wien (Sârbi în Vienna) (ed. traducere în germană). Prometej. 2001. ISBN 86-7639-546-2.
- Die Donau (în sârbă) (ed. traducere în germană). Prometej. 2001.
- Serbs in Zagreb (în sârbă). Prometej. 2004.

### Volume de poezie
- Motivi (în sârbă). 1946.
- Kamenovi (în sârbă). 1966.
- Umir (în sârbă). 1987.
- Niska (în sârbă). 1989.
- Znak na kamenu (în sârbă). 1994.
- Zaveštanje (în sârbă). 1995.
- Sve čudnije je čudno (în sârbă). Prometej. 2000.

### Culegeri de povestiri
- Povratak u Rakitije (în sârbă).
- Ptice (în sârbă).
- Orlov let (în sârbă).
- Parastost u Sremskim Karlovcima (în sârbă).
- Lumen Karlovačke gimnazije (în sârbă).

### Alte lucrări scrise
Memorii, proză autobiografică, scrisori, discursuri:
- Svedočenja (în sârbă). 1984.
- Ephemeris: chronique d'une famille (Ephemeris I) (în franceză). Lausanne: Age d'homme. 1995.
- Traženje dobra (în sârbă). 1995.
- Pisma (în sârbă). 1996.
- Ephemeris I-V (în sârbă). Belgrade: Beogradski izdavacko-graficki zavod. 1998.
- Suočavanje sa ljudima i vremenom (în sârbă). 2000.
- Pisma i govori (în sârbă). Prometej. 2004.
- Dani, sećanja I-VIII (în sârbă). 1996.